# Carl Lombé
Carl Lombé (* 18. Mai 1986 in Yaoundé) ist ein ehemaliger kamerunisch-armenischer Fußballspieler. Der gebürtige Kameruner stand zuletzt beim zyprischen Verein Aris Limassol unter Vertrag.

## Laufbahn
Carl Lombé spielte für diverse Jugendnationalmannschaften Armeniens sowie für die kamerunische U23-Auswahl. Zudem spielte er Jugendfußball bei Vereinen aus den kamerunischen Städten Yaoundé und Kumba. Seine professionelle Vereinskarriere begann er 2004 beim FC Pjunik Jerewan in Armeniens Hauptstadt, mit dem er drei Mal in Folge die armenische Meisterschaft gewann.
2007 verpflichtete ihn der deutsche Zweitligist SV Wehen Wiesbaden. Jedoch konnte sich Lombé beim SVWW, bei dem zu dieser Zeit auch sein Landsmann Valentine Atem spielte, nicht gegen die Konkurrenz im Mittelfeld durchsetzen und brachte es nur auf einen Kurzeinsatz. Sein Vertrag wurde daher zum 31. Dezember 2007 aufgelöst.
Von Januar 2008 bis Mitte 2012 spielte Lombé auf Zypern beim dortigen Erstligisten Aris Limassol, ehe er seine Laufbahn beendete.
Lombé galt als Offensiv-Allrounder: Er konnte sowohl im Mittelfeld als auch im Angriff spielen.

## Erfolge
- Armenische Meisterschaft (3): 2004, 2005, 2006
- Armenischer Pokalsieg (1): 2004